# David Hume
David Hume (ur. 26 kwietnia?/7 maja 1711 w Edynburgu, zm. 25 sierpnia 1776 tamże) – szkocki filozof, historyk i ekonomista. Był przedstawicielem sensualizmu, sceptycyzmu pragmatycznego i agnostycyzmu. Zakładał krytykę pojęcia substancji, przyczynowości i siły. W ekonomii popierał wolny handel i krytykował merkantylizm.
Urodzony w Szkocji, wychowany w Anglii, a żyjący we Francji i w Anglii. Za życia znany głównie jako historyk – popularyzator historii średniowiecznej Anglii. Od XIX w. jest pamiętany przede wszystkim jako filozof. Cenią go również socjolodzy i przedstawiciele innych nauk społecznych, głównie za jego przemyślenia dotyczące metodologii nauk empirycznych i rozróżnienie sądów o faktach i wartościach. Epistemologia Hume’a była podstawą późniejszego pozytywizmu w filozofii nauki – zwłaszcza II i III fali, tzn. empiriokrytycyzmu i pozytywizmu logicznego.
Jego największe dzieła filozoficzne to: Traktat o naturze ludzkiej, Badania dotyczące rozumu ludzkiego oraz Badania dotyczące zasad moralności.
Jego wszystkie dzieła (opera omnia) umieszczone zostały w index librorum prohibitorum dekretami z 1761 i 1827 roku.

## Życiorys
David Hume urodził się 7 maja 1711 roku w Edynburgu. Pochodził ze średnio zamożnej ziemiańskiej rodziny spokrewnionej z hrabiami Home. Dzieciństwo spędził w majątku rodzinnym Ninewells w pobliżu Chirnside w południowo-wschodniej Szkocji (hrabstwo Scottish Borders). Uczył się w Edynburgu. Jako młodszy syn nie odziedziczył majątku, lecz otrzymywał niewielką pensję, która zapewniała mu skromne utrzymanie w trakcie studiów we Francji.
W latach 1734–1737 przebywał we Francji, w miejscowości Flèche w regionie Kraj Loary. Tam też stworzył swoje najważniejsze dzieło – zawarty w trzech tomach Traktat o naturze ludzkiej. Dzieło to jednak zostało źle przyjęte przez ówczesną opinię publiczną, a śmiałe poglądy Hume’a na temat ludzkiej moralności zamknęły mu drogę do kariery uniwersyteckiej.
W czasie pobytu na francuskiej prowincji, stworzył Hume również szereg studiów etycznych i politycznych, które zostały wydane w roku 1744. Dwukrotnie bezskutecznie ubiegał się o katedrę na uniwersytetach: Najpierw w 1744 roku – o katedrę filozofii moralnej na Uniwersytecie w Edynburgu, a następnie w 1751 r. o katedrę logiki w Glasgow.
W latach 1752–1757, będąc bibliotekarzem w Edynburgu, zainteresował się pracą historyczną. Owocem jego zainteresowań było stworzenie „Historii Anglii” (The History of England), czyli dzieła składającego się z sześciu tomów – wydanych kolejno w latach 1754–1762. W roku 1748 Hume napisał pracę Philosophical Essays concerning Human Understanding, później wydaną jako Badania dotyczące rozumu ludzkiego.
W latach 1763–1766 był sekretarzem poselstwa w Paryżu. Okres ten jest w życiu filozofa okresem wielkich powodzeń w życiu politycznym i światowym – z osoby kontrowersyjnej i nieakceptowanej ze względu na poglądy, stał się lubiany i podziwiany. Po powrocie z Francji zajmował stanowisko podsekretarza stanu w ministerstwie spraw zagranicznych. Po roku 1769 odsunął się od życia politycznego i powrócił do Edynburga.

## Poglądy filozoficzne
David Hume, mimo że uznawany jest za filozoficznego kontynuatora Johna Locke’a, w gruncie rzeczy obalił w dużym stopniu wypracowane przez niego zasady czystego empiryzmu.
Filozofia Hume’a to przede wszystkim polemika z kartezjańskim racjonalizmem. Dotyczy to zarówno epistemologii, jak i etyki i filozofii politycznej. Zadeklarowanym we wstępie do Traktatu o naturze ludzkiej celem badań humowskich było oparcie całej wiedzy na doświadczeniu. Wśród badaczy myśli Hume’a toczy się dyskusja, czy ten cel został zrealizowany i na ile koncepcja Hume jest spójna. Niektórzy twierdzą, że Hume nie stworzył spójnego systemu filozoficznego, a podstawowa wartość jego analiz ma charakter negatywny (krytyczny).

### Założenia empirystyczne
Zagadnieniem, od którego wyszedł Hume, było założenie (najpierw za Lockiem), że cała dostępna człowiekowi informacja pochodzi z doświadczenia. Jednak cechą specyficzną tej informacji jest jej chaotyczność i zmienność. Dlatego świadoma wiedza powstaje w wyniku złożonych procesów przetwarzania informacji zmysłowej (impresji) w obrazy mentalne (idee).
Hume stwierdził, że nasz świadomy obraz świata jest kształtowany przez cztery rodzaje informacji – bezpośrednie impresje wywołane bodźcami (impresje zmysłowe), uświadomione odczucia zmysłowe (impresje reflektywne) oraz dwa rodzaje obrazów mentalnych: idee pamięci i idee wyobraźni.
Obrazy mentalne stanowią podstawowy „budulec” świadomej wiedzy: idee proste, których modyfikacje i połączenia, dokonywane przez władze umysłu (pamięć i wyobraźnię), tworzą złożony obraz świata w ludzkiej świadomości.
Hume podkreślał, że tworzenie świadomego obrazu świata zachodzi często pod wpływem nawyków oraz emocji, stąd jego koncepcja daje początek psychologii zachowań irracjonalnych.

### Analiza idei złożonych
Hume stworzył podstawy uniwersalnej epistemologii naukowej. Doszedł do wniosku, że wartościowa jest tylko taka wiedza, która dotyczy logicznych relacji między ideami (np. matematyczna) lub zjawisk obserwowalnych empirycznie (przyrodniczych, historycznych). Wiedza, która nie dotyczy ani jednego, ani drugiego jest iluzoryczna i zbędna.
Analiza pojęć metafizycznych, takich jak Bóg czy Absolut, przekonała Hume’a, że wszystkie one nie dotyczą ani empirycznej wiedzy, ani logicznych własności samego myślenia.
Jednak Hume sceptycznie analizuje także pojęcia materialistycznej metafizyki, takie jak: materia, energia, ciepłota. Jego perspektywa jest konceptualistyczna, tzn. Hume wskazuje na postrzeganie przez człowieka konkretnych zjawisk, a nie uniwersalnych własności. Np. na podstawie znajomości przedmiotów, które postrzegamy jako gorące, wytwarzamy w naszym umyśle pojęcie ciepłoty, którego uniwersalność jest jednak postulatem naszego umysłu, a nie uniwersalną własnością rzeczy.

### Analiza idei przyczynowości
Hume zauważył, że to, co wiemy na temat dochodzących do nas bodźców, to tylko one same i ich następstwo czasowe. Jeśli np. chwytamy strzelbę i naciskamy cyngiel, to dochodzi do nas przez palec bodziec naciskania cyngla, a po chwili słyszymy huk i widzimy błysk wystrzału. Na tej podstawie tworzymy sobie ideę, że naciśnięcie cyngla spowodowało wystrzał.
Może się jednak tak złożyć, że złośliwy służący wyjął nam nabój ze strzelby, stanął za nami i huknął w momencie, gdy my nacisnęliśmy cyngiel. Będziemy wtedy mieli dokładnie to samo wrażenie, że to my spowodowaliśmy wystrzał, mimo że naprawdę będzie inaczej.
Dostrzegamy zjawisko, a następnie, dysponując ideą pamięci danego zjawiska, postrzegamy zjawisko inne, o którym domniemywamy, że jest skutkiem pierwszego. Jednak naraz obserwujemy tylko jedno zjawisko.
Zatem związku między przyczyną i skutkiem nie jesteśmy w stanie obserwować, gdyż znajdujemy się (jako obserwatorzy) tylko w jednym punkcie czasoprzestrzeni a związek przyczynowo-skutkowy ma charakter continuum łączącego kilka momentów czasowych.
Krytyka ówcześnie dominującej szerokiej definicji idei przyczynowości i wykazanie, że nie ma ona bezpośredniego odzwierciedlenia w faktach eksperymentalnych, była pierwszym w historii przykładem dogłębnej krytyki z pozoru tak oczywistego pojęcia. Tego rodzaju podejście krytyczne było następnie kontynuowane przez innych filozofów, od Immanuela Kanta przez przedstawicieli XIX-wiecznego empiriokrytycyzmu i XX-wiecznych pozytywistów logicznych.

### Sceptycyzm
Skoro każda idea powstaje na podstawie impresji, to także idea związku przyczynowego musi mieć odpowiadającą sobie impresję. Pierwszym ze źródeł szukanej idei może być świat zewnętrzny. Jednak nie odnajdujemy tam niczego, co mogłoby wyjaśnić działanie przyczyn i ich konieczność, czyli żadna impresja zewnętrzna nie jest źródłem dla idei związku przyczynowego; drugim ze źródeł, w którym Hume szuka idei, jest świat wewnętrznych impresji. Niestety obserwowany ruch np. ciała, który postrzegamy jako związany z naszą wolą, nie musi z niej koniecznie wynikać, bo tak jak w przypadku przedmiotów zewnętrznych, tutaj też nie możemy spostrzec żadnej siły, która mogłaby wyjaśnić związek impresji wewnętrznej ze światem zewnętrznym:
„Umysł ma dostęp jedynie do percepcji i niemożliwym jest, by kiedykolwiek nabył doświadczenia dotyczącego ich związku z przedmiotami”.
Skoro w żadnym ze źródeł impresji nie można odnaleźć podstaw dla idei związku przyczynowo-skutkowego, to znaczy, że znajduje się tylko w umyśle i nie można jej odnosić do faktów. Związek ten nie jest konieczny, bo wszystkie impresje są tylko połączone, ale nie są ze sobą jakkolwiek związane. Chociaż jedno ze zdarzeń nazywamy przyczyną, a drugie skutkiem, to nie dzieje się tak na mocy trwałego ich połączenia, lecz na podstawie przyzwyczajenia. Tylko nawyk umysłu sprawia, że na podstawie przeszłych doświadczeń oczekujemy powtórzenia skutków w przyszłości. W ten sposób Hume skrytykował konieczność idei związku przyczynowego, twierdząc, że podstawą wnioskowania o nim jest subiektywny nawyk i przyzwyczajenie.
Pojęciem, które ma podobną funkcję jak zasada przyczynowości, jest pojęcie substancji. Człowiek łączy w swoim umyśle występujące obok siebie idee w jedną całość, twierdząc, że jest obiektywna podstawa usprawiedliwiająca takie postępowanie, którą nazywa substancją. Niestety tak jak zasada przyczynowości, tak i substancja jest tylko ideą powstałą na podstawie przyzwyczajenia i nie ma żadnych logicznych racji dla swej konieczności.
W swojej teorii poznania Hume poddał też krytyce podmiot poznający. Tak samo jak w przypadku idei związku przyczynowego, musi być jakaś impresja, na podstawie której powstała idea. Oczywiście w rzeczywistości zewnętrznej nie ma takiej impresji, więc trzeba jej szukać w umyśle. W umyśle jednak znajdują się tylko pojedyncze, niczym niezwiązane impresje i idee:
„W związku z działaniami umysłu warto zwrócić uwagę na fakt, że chociaż uobecniają się nam one w najbliższy sposób, to kiedy stają się przedmiotem naszej refleksji wydają się niejasne; nasz wzrok nie potrafi odnaleźć linii i granic, które je wyróżniają i dzielą. Przedmioty te są zbyt zmienne, by pozostawać zbyt długo w jednym aspekcie czy sytuacji i trzeba je ująć bezpośrednio”.
Nie ma jednej, stałej impresji, która byłaby podstawą idei „ja”, co znaczy, że podmiot nie istnieje obiektywnie jako jedna całość. W swoich poglądach na poznanie Hume wyszedł od wiedzy doświadczalnej, jako tej, która mówi cokolwiek o rzeczywistości. Wiedza empiryczna jest pewna jedynie, gdy dotyczy samych impresji, w innych przypadkach jest tylko prawdopodobna. W tym miejscu Hume zrezygnował z platońskiej koncepcji episteme, dotyczącej relacji między ideami, która – jako wiedza rozumowa – chociaż całkowicie pewna, nie dotyczy rzeczywistości. Wiedza doświadczalna, jakkolwiek wartościowa, nie usprawiedliwia wniosków dotyczących relacji między faktami, ani dotyczących połączenia między umysłem a faktami. Wszelkie wnioski na ten temat są wynikiem nawyków umysłu i są całkowicie subiektywne.
W ten sposób Hume poddał konkluzywnej krytyce metafizyczną koncepcję „ja – poznającego” jako niezależnego od układu odniesienia obserwatora zdolnego do formułowania obiektywnych sądów. W konsekwencji tego dokonał w swojej teorii poznania zwrotu od metafizycznej koncepcji poznania z jasno wyodrębnionym podmiotem i przedmiotem do psychologicznej zasady względności poznania.